# Etika
Etika, pseudonimo di Desmond Daniel Amofah (New York, 12 maggio 1990 – New York, 19 giugno 2019), è stato uno youtuber statunitense conosciuto per i suoi video reaction (reazioni) su vari prodotti e videogiochi Nintendo.
Dopo aver mostrato per mesi segni di disturbi psichici come minacce di suicidio in svariate occasioni, Amofah scomparve la sera del 19 giugno 2019, dopo aver pubblicato un video di scuse in cui ammetteva di essere mentalmente instabile e di avere tendenze suicide. Il suo corpo senza vita fu ritrovato nell'East River il 24 giugno dagli agenti del New York City Police Department, che confermarono che lo youtuber si era suicidato affogando nel fiume.

## Biografia
Amofah nacque nel borough di Brooklyn. Suo padre, Owuraku Amofah, fu un avvocato e politico ghanese, parente di Nana Akufo-Addo, presidente del Ghana dal gennaio del 2017. Uno dei suoi fratelli, Randy Amofah, morì nel 2010.

## Carriera

### Le origini
Prima di essere conosciuto come Etika, Amofah fu un rapper e lavorò come modello saltuariamente fino al 2015. Il suo pseudonimo, secondo un suo tweet, proviene dal videogioco Sonic Battle, del quale era un grande fan. All'interno del gioco era infatti possibile inserire il codice "EkiTa".

### Il successo su YouTube
Nel 2012 Amofah iniziò a pubblicare video reaction e gameplay su YouTube sul canale "EtikaWorldNetwork". Prima della chiusura del canale nel 2018, la somma degli iscritti ai suoi due canali su YouTube e Twitch.tv ammontava a più di 800.000. Il suo nuovo canale YouTube raggiunse in breve tempo i 130.000 iscritti. Il contenuto dei suoi video è stato considerato Nintendo-centrico. Spesso trasmetteva in streaming le sue reazioni alle Nintendo Direct e iniziò a chiamare i suoi fan i "Joy-Con Boyz", ispirandosi al nome del controller della Nintendo Switch, chiamato Joy-Con.

### Minacce di suicidio e arresti
Nell'ottobre del 2018 pubblicò dei video pornografici sul suo canale YouTube, che venne subito chiuso. Anche il suo canale su Twitch.tv venne chiuso quando esclamò un insulto omofobo durante una delle sue dirette streaming. Improvvisamente Amofah iniziò a scrivere messaggi criptici sui social media, come ad esempio "è il mio turno di morire" con uno screenshot della notifica di chiusura del suo canale. Molti dei suoi messaggi erano di natura suicida e ciò iniziò a causare panico nella sua fanbase. Nella stessa serata Amofah disse di stare bene sui social media e chiese scusa per aver scritto quelle frasi su Reddit.
Il 16 aprile del 2019, Amofah scrisse in un tweet che si sarebbe suicidato sparandosi con una pistola che avrebbe comprato in un negozio a Long Island. Ciò portò al suo arresto e alla sua ospedalizzazione. Il 29 aprile, dopo aver scritto dei tweet criptici, omofobi e antisemiti, bloccò sui social media molti suoi amici stretti e nello stesso giorno fu arrestato durante una diretta su Instagram seguita da 19.000 persone, dopo che un fan preoccupato avvertì la polizia locale dei suoi comportamenti. Nella stessa settimana venne nuovamente arrestato dopo aver aggredito un agente di polizia.

### La sparizione e la morte
Nella sera del 19 giugno 2019, Amofah pubblicò un video chiamato I'm Sorry ("Chiedo scusa") sul suo canale dal nome di TR1Iceman, alludendo alle sue tendenze suicide mentre camminava per le strade di New York. Nel video ammise di soffrire di disturbi psichici peggiorati a causa della popolarità raggiunta grazie alle dirette streaming, chiedendo scusa a tutti coloro che aveva allontanato. Nel video Amofah spera che la sua storia possa essere un monito:
(Desmond Amofah, I'm Sorry)
Il video fu ripubblicato dai suoi fan su altri siti internet dopo che YouTube lo rimosse per non aver rispettato le norme della piattaforma. Il 19 giugno Amofah scomparve dopo un ultimo contatto risalente alle ore 20:00 locali.
Il 22 giugno i suoi effetti personali (zaino, portafoglio, borsa del computer portatile, cellulare, vestiti e una console Nintendo Switch) furono ritrovati sulla passerella pedonale del Ponte di Manhattan. Il pomeriggio del 24 giugno fu ritrovato un corpo presso il molo 16, a quasi un chilometro di distanza dal punto in cui vennero ritrovati i suoi effetti personali. Il mattino del giorno dopo gli agenti della polizia e dei servizi medici d'emergenza locali riuscirono a recuperare il corpo senza vita e confermarono che fosse Amofah. La causa di morte confermata fu suicidio per annegamento.

## Reazioni al suicidio
Dopo il suicidio di Amofah i metodi di gestione degli utenti con disturbi psichici e tendenze suicide da parte dei social media salirono alla ribalta dei media. YouTube decise di rimuovere il suo ultimo video per evitare possibili emulazioni del gesto. I fan dello youtuber realizzarono un luogo di commemorazione al Manhattan Bridge, lasciando lettere, controller Joy-Con e altri prodotti della Nintendo.